# Деандре Джордан
Хайланд Деандре Джордан-молодший (нар. 21 липня 1988) американський професійний баскетболіст, який виступає за команду Денвер Наггетс у Національній баскетбольній Асоціації (НБА). Він відіграв один сезон у коледжі за команду Техаського університету А&М, а потім його обрала команда Кліпперс у другому раунді драфту НБА 2008 під 35-м загальним номером. Двічі потрапляв до складу збірної всіх зірок НБА і тричі до збірної всіх зірок захисту, а також двічі посідав 1-ше місце в Лізі за підбираннями.

## Шкільна кар'єра
Джордан народився в Х'юстоні (штат Техас), в родині Кімберлі і Хайланда Джорданів.
Впродовж свого молодшого року відвідував Єпископальну старшу школу міста Беллер (штат Техас) і набирав у середньому 15,0 очок, робив 12,0 підбирань і 4,0 блоки. Як юніор набирав 16,5 очка, робив 14,0 підборів і 7,0 блоків. Потім на свій старший рік перейшов у Академію "Центр християнського життя" поблизу міста Амбл (штат Техас), де в середньому за гру набирав 26,1 очка, робив 15,2 підбирання і 8,1 блоку. Потрапив до третьої всеамериканської команди журналу Parade і двічі потрапляв до загального вибору штату. Газета Houston Chronicle його обрала до першої команди Великого Х'юстона. Рекорд Джордана у іграх за «Центр християнського життя» становить 37 очок за гру. Також він встановив рекорд школи за кількістю блоків у одній грі — 20.
Закінчуючи школу Джордан посідав 8-ме місце в загальному рейтингу найперспективніших гравців, 2-ге місце серед центрових і 1-ше місце в Техасі згідно з Rivals.com. Його намагалися залучити до себе Флорида, штат Флорида, Індіана, Техас, ТехасА&M, університет штату Луїзіана, Кентуккі та інші.
Влітку 2007 року Джордан грав за збірну США  на Чемпіонаті світу до 19 років в Сербії. Проводив на майданчику в середньому лише 9 хвилин за гру. Команда посіла 2-ге місце з різницею перемог поразок 8-1.

## Кар'єра в коледжі
Перед прибуттям Джордана до Коледж-Стейшен, головний тренер Еггіс Біллі Гілліспі покинув школу, щоб зайняти пост головного тренера в Кентуккі. Джордан вирішив вшанувати його відданість університету.
Джордан вийшов у стартовій п'ятірці у двадцять одній із 35-ти ігор під час свого першого сезону в Техас A&M. Проводив у середньому 20 хвилин і робив 1,3 блоку за гру. У цих іграх з показником 61,7 % він лідирував серед гравців команди за м'ячами з гри, але посідав останнє місце за реалізацією штрафних кидків — 43,7 %. Однак більшість кидків з гри робив з відстані 1-2 метри від кошика. Завершив сезон з показниками 7,9 очка і 6,0 підбору в середньому за гру. Завдяки своїм зусиллям увійшов до команди новачків Велика 12. Після закінчення сезону оголосив про свою участь у драфті НБА 2008.
Перед драфтом сайт draftexpress.com вказав на сильні і слабкі сторони Джордана. Серед переваг: «неймовірні фізичні дані», «захисний потенціал», «чудова стрибучість», і «неймовірний атлетизм». Серед недоліків «невисока продуктивність», «слабкі навички», «посередня робота ніг». Цей вебсайт спрогнозував йому вибір під № 16 командою Філадельфія Севенті-Сіксерс. Інші прогнози давали йому № 10 до Нью-Джерсі Нетс або № 11 до Індіани Пейсерс. ESPN з Чадом Фордом спрогнозував йому потрапляння в Мемфіс Ґріззліс під № 28 в першому турі.

## Професійна кар'єра

### Лос-Анджелес Кліпперс (2008–дотепер)

#### Перші роки
Лос-Анджелес Кліпперс обрав Джордана під загальним 35-м номером на драфті НБА 2008. Через травми гравців, які грали в Кліперс на позиції центрового, Джордан потрапив у стартовий склад 19 січня 2009 року в матчі проти Міннесоти Тімбервулвз. У своїй першій грі в стартовій п'ятірці він зробив 6 блокувань, 10 підбирань і набрав 8 очок за 34 хвилини гри. У грі 21 січня 2009 року проти Лос-Анджелес Лейкерс зіграв 43 хвилини і записав рекордні для себе 23 очки. Серед них 10 данків, що протягом останніх 10-ти сезонів вдавалося лише двом гравцям (Двайту Говарду і Шакілові О'Нілу).

#### Сезон 2011-12
11 грудня 2011 року Джордан підписав контракт з Голден-Стейт Ворріорз на чотири роки, який за повідомленнями коштував $43 млн. Однак, день по тому Кліпперс вирішили скасувати пропозицію й зберегти гравця.
У сезоні 2011-12 Джордан змінив свій номер з 9 на 6. 25 грудня 2011 зробив рекордні за кар'єру 8 блоків проти Голден Стейт Ворріорз, а команда перемогла 105-86.

#### Сезон 2012-13
Під час сезону 2012-13 реалізація штрафних кидків Джордана знизилася з 52,5 % до 38,6 %, — один із його найгірших показників за кар'єру. Однак, він став лідером Ліги за реалізацією кидків з гри — 64.3 %. Це був перший сезон, у якому Джордан відіграв усі 82 ігри.

#### Сезон 2013-14
У 2013 році Джордан потрапив до мінітабору збірної США в Лас-Вегасі. 29 листопада 2013 року записав рекордні для себе 9 блоків у переможній 104-98 грі проти Сакраменто Кінґс. 3 січня 2014 набрав рекордні 25 очок під час перемоги 119—112 над Даллас Маверікс. Роблячи 13,6 підбирання за гру став лідером Ліги за цим показником у сезоні 2013-14.
29 квітня 2014 року став першим гравцем НБА, який набрав принаймні 25 очок, зробив 18 підбирань і чотири блокшоти в грі плей-оф після Тіма Данкана у 2008 році.

#### Сезон 2014-15
9 лютого 2015 року Джордан набрав 22 очки і встановив рекорд з 27 підбираннями в переможній 115-98 грі проти Даллас Маверікс. 13 березня в програшній 99-129 грі проти Даллас Маверікс зробив свій перший в кар'єрі триочковий кидок на самому початку першої чверті. 21 травня його обрали до третьої збірної всіх зірок НБА. Джордан став п'ятим гравцем в історії НБА, який набирав у середньому принаймні 10 очок, робив 15 підбирань, 1 перехоплення, 2 блокшоти під час регулярного сезону. Востаннє це вдавалося Мозесу Мелоуну в сезоні 1982-83.

#### Сезон 2015-16
3 липня 2015 року Джордан дав усну згоду підписати чотирирічний, $80-мільйонний, контракт з Даллас Маверікс, але почав передумувати через кілька днів і 8 липня кілька представників Кліпперс прилетіли в Х'юстон для зустрічі з ним, щоб переконати його відмовитися від угоди з Маверікс. Через кілька годин Джордан офіційно продовжив контракт з Кліпперс на чотири роки на суму $88 млн.
4 листопада 2015 року, зробивши 13 підбирань у грі проти Голден Стейт Ворріорз, Джордан, з показником 4 711 підбирань за кар'єру, став лідером Кліпперс за підбираннями за весь час, потіснивши Елтона Бренда (4 710). 30 листопада він записав на свій рахунок 18 очок і зробив рекордні за сезон 24 підбирання проти Портленд Трейл Блейзерс, але також не влучив 22 штрафні кидки (12 з 34), побивши рекорд НБА, який належав Вілту Чемберлейну, і встановив франшизи за кількістю спроб зі штрафної лінії (34). 13 січня пропустив гру проти «Маямі Гіт» через пневмонію, перервавши найдовшу в НБА серію активних ігор поспіль на позначці 360.
6 липня 2018 року підписав контракт з «Даллас Маверікс».

## Профіль гравця

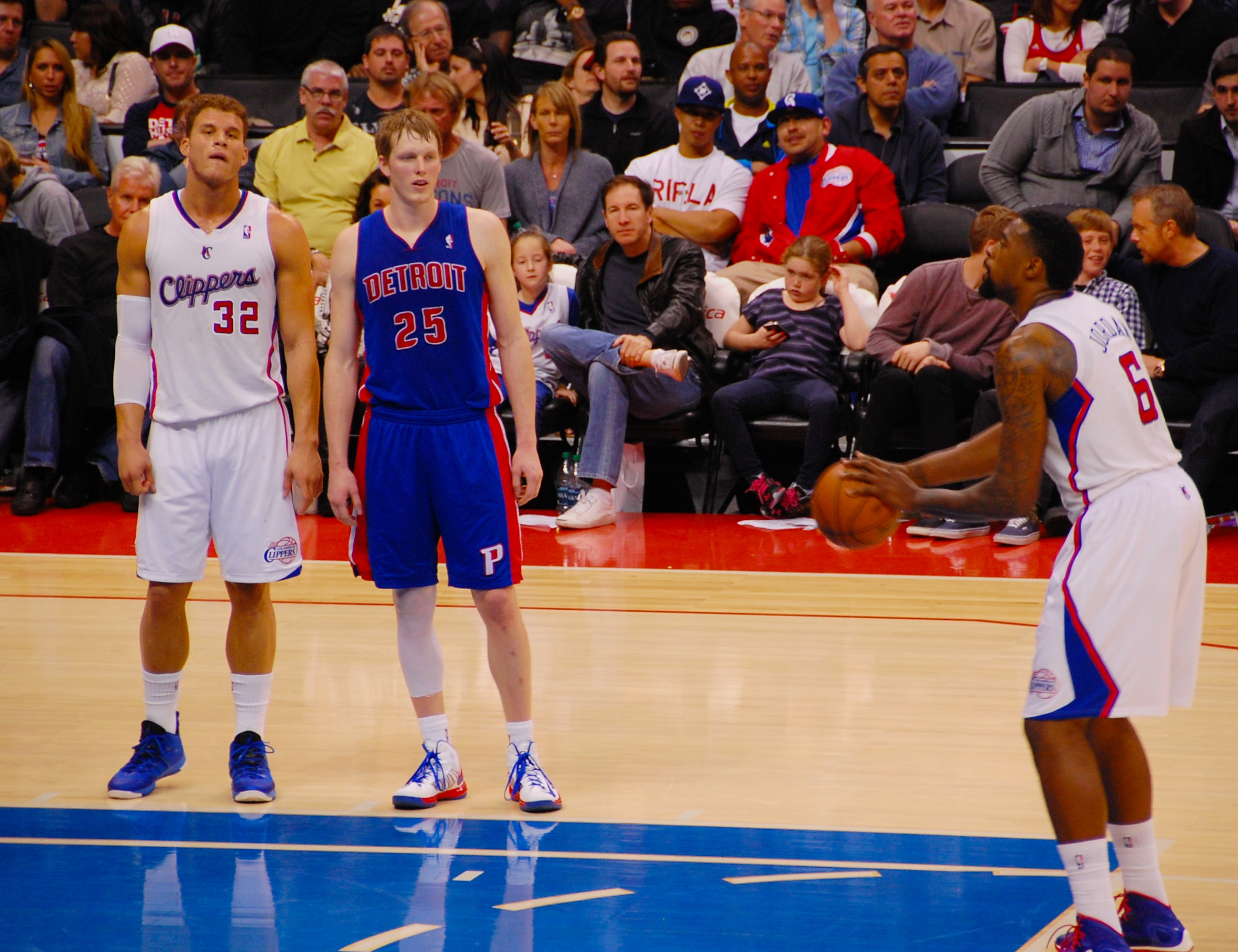
Джордан збирається виконати штрафний кидок у одній з ігор 2013 року. До нього регулярно застосовували стратегію Хак-а-Шак, оскільки реалізація штрафних становила менш як 40 % упродовж чотирьох сезонів.

Джордан сильно грає на відскоках, в середньому за кар'єру роблячи 9,6 підбирання за гру, і ставав лідером Ліги за цим показником у двох сезонах. Він також є відмінним захисником кошика, роблячи у середньому 1.8 блокшоти за гру впродовж кар'єри. Гру в захисті Джордана навіть порівнюють з грою Білла Рассела, члена Зали слави, якого багато хто вважає одним із найвизначніших захисників і гравців усіх часів. В нападі він значною мірою покладається на пут-беки і аллей-опи. Протягом чотирьох сезонів очолював Лігу за відсотком влучень з гри. Однак має лише 42 % влучень з лінії штрафних. Суперники використовують цю слабкість, навмисне порушуючи на ньому правила. Ця стратегія дістала назву хак-а-Шак. Джордан є одним із найбільш витривалих гравців НБА, відігравши на певному проміжку 360 ігор поспіль.

## Статистика гравця НБА
|               | Лідер Ліги |
| double-dagger | Рекорд НБА |

|}

### Регулярний сезон
| Сезон      | Команда        | GP  | GS  | MPG  | FG%   | 3P%  | FT%  | RPG  | APG | SPG | BPG | PPG  |
| ---------- | -------------- | --- | --- | ---- | ----- | ---- | ---- | ---- | --- | --- | --- | ---- |
| 2008–09    | Л.-А. Кліпперс | 53  | 13  | 14.5 | .633  | .000 | .385 | 4.5  | .2  | .2  | 1.1 | 4.3  |
| 2009–10    | Л.-А. Кліпперс | 70  | 12  | 16.2 | .605  | .000 | .375 | 5.0  | .3  | .2  | .9  | 4.8  |
| 2010–11    | Л.-А. Кліпперс | 80  | 66  | 25.6 | .686  | .000 | .452 | 7.2  | .5  | .5  | 1.8 | 7.1  |
| 2011–12    | Л.-А. Кліпперс | 66  | 66  | 27.2 | .632  | .000 | .525 | 8.3  | .3  | .5  | 2.0 | 7.4  |
| 2012–13    | Л.-А. Кліпперс | 82  | 82  | 24.5 | .643  | .000 | .386 | 7.2  | .3  | .6  | 1.4 | 8.8  |
| 2013–14    | Л.-А. Кліпперс | 82  | 82  | 35.0 | .676  | .000 | .428 | 13.6 | .9  | 1.0 | 2.5 | 10.4 |
| 2014–15    | Л.-А. Кліпперс | 82  | 82  | 34.4 | .710  | .250 | .397 | 15.0 | .7  | 1.0 | 2.2 | 11.5 |
| 2015–16    | Л.-А. Кліпперс | 77  | 77  | 33.7 | .703  | .000 | .430 | 13.8 | 1.2 | .7  | 2.3 | 12.7 |
| 2016–17    | Л.-А. Кліпперс | 81  | 81  | 31.7 | .714* | .000 | .430 | 13.8 | 1.2 | .6  | 1.7 | 12.7 |
| 2017–18    | Л.-А. Кліпперс | 77  | 77  | 31.5 | .645  | –    | .580 | 15.2 | 1.5 | .5  | .9  | 12.0 |
| За кар'єру | За кар'єру     | 750 | 638 | 28.1 | .673  | .091 | .446 | 10.7 | .7  | .6  | 1.7 | 9.4  |

### Плей-оф
| Сезон      | Команда        | GP | GS | MPG  | FG%  | 3P%  | FT%  | RPG  | APG | SPG | BPG | PPG  |
| ---------- | -------------- | -- | -- | ---- | ---- | ---- | ---- | ---- | --- | --- | --- | ---- |
| 2012       | Л.-А. Кліпперс | 11 | 11 | 22.6 | .525 | .000 | .333 | 5.3  | .4  | .6  | 1.6 | 4.5  |
| 2013       | Л.-А. Кліпперс | 6  | 6  | 24.0 | .455 | .000 | .222 | 6.3  | .2  | .2  | 1.7 | 3.7  |
| 2014       | Л.-А. Кліпперс | 13 | 13 | 34.0 | .730 | .000 | .434 | 12.5 | .8  | .9  | 2.5 | 9.6  |
| 2015       | Л.-А. Кліпперс | 14 | 14 | 34.4 | .716 | .000 | .427 | 13.4 | 1.1 | 1.1 | 2.4 | 13.1 |
| 2016       | Л.-А. Кліпперс | 6  | 6  | 33.0 | .632 | .000 | .373 | 16.3 | 1.8 | 1.2 | 2.7 | 11.7 |
| 2017       | Л.-А. Кліпперс | 7  | 7  | 37.8 | .705 | .000 | .393 | 14.3 | .7  | .4  | .9  | 15.4 |
| За кар'єру | За кар'єру     | 57 | 57 | 31.2 | .662 | .000 | .404 | 11.3 | .8  | .8  | 2.0 | 9.8  |